# Hourglass (America)
Hourglass è il tredicesimo album in studio del gruppo musicale statunitense America, pubblicato nel 1994.

## Tracce
1. Young Moon (Gerry Beckley, Dewey Bunnell) – 4:27
2. Hope (Beckley) – 5:21
3. Sleeper Train (Bunnell, Bill Mumy, Robert Haimer) – 4:20
4. Mirror To Mirror (Beckley) – 4:08
5. Garden Of Peace (Beckley, Bunnell) – 4:21
6. Call Of The Wild (Beckley) – 3:17
7. Whole Wide World (Bunnell) – 3:25
8. Close To The Wind (Beckley, Steve Levine) – 5:33
9. Greenhouse (Bunnell, Mumy, Haimer) – 2:35
10. Ports-Of-Call (Beckley, Bunnell) – 4:11
11. Everyone I Meet Is From California (Dan Peek) – 2:51
12. You Can Do Magic (Russ Ballard) – 3:44